# Stazione di Capriolo
Stazione di Capriolo vasútállomás Olaszországban, Lombardia régióban, Capriolo településen.

## Vasútvonalak
Az állomást az alábbi vasútvonalak érintik:
- Palazzolo–Paratico-vasútvonal

## Kapcsolódó állomások
A vasútállomáshoz az alábbi állomások vannak a legközelebb:
- Stazione di Palazzolo sull’Oglio
- Stazione di Paratico-Sarnico